# Electroacústica
La electroacústica es la parte de la acústica que se ocupa del estudio, análisis, diseño de dispositivos que convierten energía eléctrica en acústica y viceversa, así como de sus componentes asociados. Entre estos se encuentran los micrófonos, acelerómetros, altavoces, excitadores de compresión, audífonos, calibradores acústicos y vibradores.
Los micrófonos y altavoces son sus máximos representantes. Estos son denominados genéricamente transductores: dispositivos que transforman sonido en electricidad y vice-versa. Esta conversión de entes de naturaleza completamente distinta, se realiza acudiendo a principios electromecánicos y electromagnéticos que se discutirán cuando se estén analizando los micrófonos y posteriormente los altavoces.
Los elementos de procesamiento de audio son dispositivos que alteran o modifican de alguna forma características del sonido, cuando este está representado por una variable eléctrica. Las características que modifican son de índole variada como: amplitud, rango dinámico, respuesta en frecuencia, respuesta en el tiempo, timbre, etc. El procesamiento se lleva a cabo de manera electrónica, utilizando la tecnología de semiconductores y la tecnología digital.

## Dispositivos
Los micrófonos y altavoces son sus máximos representantes. Estos son denominados genéricamente transductores electroacústicos: dispositivos que transforman electricidad en sonido y viceversa. Esta conversión de energías de naturaleza completamente distinta, se realiza acudiendo a principios físicos tales como el electromagnetismo y la mecánica.
Los elementos de procesado de audio son dispositivos que alteran o modifican de alguna manera las características del sonido, cuando este está representado por una variable eléctrica. Las características a modificar son de índole variada como: amplitud, rango dinámico, respuesta en frecuencia, respuesta en el tiempo, timbre, etc. El procesado se lleva a cabo de manera electrónica, utilizando entre otras la tecnología de semiconductores y la tecnología digital en general.

## Historia
La música electroacústica tiene su origen en la fusión de las dos tendencias de la música tecnológica de tradición clásica, en los años cincuenta: la música electrónica (con sonidos generados electrónicamente) y la música concreta (generada a partir de la manipulación de sonidos concretos grabados en cinta magnética).
Varios centros de investigación, universidades y estudios privados alrededor del mundo han sido decisivos para el desarrollo de esta música, ya que en ellos se ha experimentado con nuevas tecnologías y hecho música a partir de ellas.